# Вільгельм Леопольський
Вільгельм Леопольський (пол. Wilhelm Leopolski; 5 травня 1828, Дрогобич — 29 січня 1892, Відень) — польський живописець.

## Біографія
Народився 5 травня 1828 року в місті Дрогобичі (тепер Львівська область, Україна). З 1852 року навчався у Краківській школі образотворчих мистецтв, з 1861 року — у Віденській академії мистецтв. 1863 року брав участь у польському визвольному повстанні. Пізніше мешкав у Бродах, у 1866—1878 роках — у Львові, наприкінці життя переїхав до Відня. Помер у Відні 29 січня 1892 року.

## Творчість
Малював:
портрети
- скульптора Юзефа Бжостовського (1863);
- Люціана Семенського;

історичні композиції
- «Смерть Ацерки» (Національний музей у Львові);
- «В козацькій неволі» (1876, Національний музей у Львові);

жанрові картини
- «Виїзд до праці» (1856).

## Вшанування
У 1935—1946 роках у Львові була вулиця Леопольського (нинішня вулиця Луцька).